# Václav Hoza
Václav Hoza (1. listopadu 1929 Praha – 16. dubna 2015 Ostrov nad Ohří) byl český hráč na tubu a hudební pedagog.

## Život
Václav Hoza vystudoval hru na tubu na Pražské konzervatoři ve třídě Antonína Pletánka, tubisty České filharmonie, a absolvoval koncertem se Symfonickým orchestrem hl. m. Prahy FOK. Byl dlouholetým členem orchestru České filharmonie (od roku 1956 do roku 1993), dále členem komorního sdružení Harmonie Českých filharmoniků a souboru Pražských žesťových sólistů. S tímto souborem nahrál deset snímků, například komplety German Baroque Music a Old English Brass Music.
Z jeho sólových vystoupení je možno připomenout premiéru skladby Jiřího Pauera "Tubonetta pro tubu a klavír". Na tubu si zahrál i v Dechovce ve fraku, na nástroje historické (serpent, trombu marinu, zvířecí roh a pastýřskou troubu) hrál pod vedením profesora Vachulky v souboru pro gotickou a renesanční hudbu Camerata Nova, na zvířecí roh a pastýřskou troubu později též s Pražskými pozounéry.
Jako pedagog působil na Státní konzervatoři v Praze, kde vychoval celé generace tubistů. V roce 1998 stál u zrodu tubové třídy na HAMU v Praze. K jeho úspěšným žákům náležejí mimo jiné Jaroslav Peterský, Pavel Trnka, Imre Jakal, Miroslav Husák, Karel Malimánek, Jan Spálený, Kensuke Yao a Kazuo Ohmori.
Byl členem porot uznávaných tubových soutěží. Je autorem mezinárodně uznávané a užívané Školy hry na tubu a publikace 100 vybraných etud pro tubu. Stál u zrodu mnoha skladeb pro sólovou tubu. Jako externí konzultant spolupracoval v oblasti výroby tub s firmou V. F. Červený a synové.
V červnu 1976 byl na Prvním světovém kongresu žesťových nástrojů v Montreux  jmenován doživotním čestným členem poradního sboru T.U.B.A.. Dne 4. ledna 1981 mu byl udělen ministerstvem kultury ČSSR čestný titul Zasloužilý člen České filharmonie. Dne 9. listopadu 2014 obdržel od Nadace Život umělce cenu SENIOR PRIX 2014 za dlouholetou uměleckou činnost.
Významná je jeho činnost propagátorská – řadu článků o svém nástroji publikoval v našich i v zahraničních hudebních periodikách.
- 1939–1948 Kühnův dětský sbor
- 1949–1954 Pražská konzervatoř, obor tuba
- 1954–1956 vojenská služba, Armádní umělecký soubor Víta Nejedlého
- 1956–1993 orchestr České filharmonie, sólotubista
- 1962–1999 profesor na Pražské konzervatoři, obor tuba, metodika

od 1998 externí pedagog na HAMU Praha, obor tuba